# 高校野球道シリーズ
高校野球道シリーズ（こうこうやきゅうどうしりーず）は、1998年にニホンクリエイトが発売した『高校野球道』を第1作とする、日本の高校野球をテーマとしたシミュレーションゲームのシリーズである。

## 作品一覧

### パソコンゲーム
- 高校野球道（1998年11月発売）
シリーズ第1作。
- 高校野球道EX（1999年7月発売）
高校野球道のバージョンアップ版。
- 高校野球道CV（2000年2月発売）
高校野球道EXの簡易版。
- 高校野球道EX2000（2000年10月発売）
高校野球道の再バージョンアップ版。
- 高校野球道CV2（2001年6月発売）
高校野球道EX2000の簡易版。
- 高校野球道2（2001年8月発売）
インターネット対戦に対応。
- 高校野球道2EX（2002年7月発売）
高校野球道2のバージョンアップ版。
- 高校野球道CV3（2003年7月発売）
高校野球道2の簡易版。
- 高校野球道Girl's（2003年8月発売）
選手が女性。
- 高校野球道3（2004年7月発売）
最新作。

### 携帯型ゲーム機
ニンテンドーDS
高校野球道DS （2009年7月発売）

### 関連作品その他
- 野球道シリーズ